# Coxina
Coxina là một chi bướm đêm thuộc họ Erebidae.

## Các loài
- Coxina cinctipalpis J.B. Smith, 1899
- Coxina hadenoides Guenée, 1852